# 국철분할민영화
국철분할민영화(国鉄分割民営化)는 1987년 일본에서 나카소네 야스히로 내각이 주도한 행정 개혁의 일환으로 일본국유철도(국철)를 JR 계열 7개 회사 등으로 분할해 민영화한 것을 말한다. 이들 회사는 1987년 4월 1일 발족했다. 이외에도 1980년대 일본에서는 국철을 비롯해 일본전신전화공사, 일본전매공사를 포함한 3개 공기업의 민영화가 자민당과 나카소네 야스히로 내각 주도로 진행됐다.

## 목적

### 부채 해소
1960년대 일본의 경제 성장과 함께 전국적으로 자동차 보급이 빠르게 진행되면서 대중교통이 발달하지 않은 지방에서 국철 기피 현상이 일어남과 동시에 인건비의 급격한 상승으로, 이전까지 흑자였던 일본국유철도는 도카이도 신칸센이 개통한 1964년부터 적자로 전락했다. 1970년대 중반에는 일본국철 생산성 향상 운동의 실패 등으로 노사 관계가 악화되어 준법투쟁과 파업이 지속되었고, 특히 화물 분야에서는 그 피해가 막심했다.
국철은 1949년 철도성에서 분리되어 공기업으로 발족하였기 때문에 정부는 국철의 경영을 책임지지 않게 되었으나, 대신 철도 운임과 예산, 신규 노선 건설, 인사 등 경영의 중심이 되는 이른바 "중요 결정사항"은 국회의 승인을 얻도록 하여 정부와 정계의 개입과 압박을 강하게 받고 있었다. 이렇게 정부는 국철을 강하게 통제하며 인플레이션의 방지 등을 이유로 국철의 운임 인상 계획을 철회시키고, 민간 분야의 경쟁을 저해한다는 이유로 철도운송업 이외의 다른 사업에 진출하는 것도 불가능하게 하는 등, 경직된 경영 구조가 지속되어 적자는 점차 부풀어갔다. 또한 1972년 취임한 다나카 가쿠에이 총리가 내세운 "일본 열도 개조론"의 일환으로 사회 간접 자본(SOC) 건설이 본격화되는 한편 선거를 앞두고 국회의원들이 서로 자신의 지역구에 철도를 유치시키기 위한 경쟁을 벌이면서, 1980년 국철이 적자 심각을 이유로 신규 노선 건설을 중단하기로 결정할 때까지 수익성이 저조한 적자 철도의 건설이 계속되었다.
1964년 일본철도건설공단의 출범 이후 수송량이 적은 지방 노선의 건설 비용은 전액 국가가 부담하게 되었지만, 영업 개시 이후 발생한 적자는 여전히 국철이 부담해야 했다. 대도시권(특히 수도권)에서는 급격한 인구 밀도의 증가로 인해 출퇴근 시간 수송 능력이 포화 상태에 이르렀고, 국철은 통근 5방면 작전을 전개하는 등 수송 능력 향상을 위한 여러 대책을 시행했지만 이에 필요한 비용은 대부분 국철이 자체적으로 부담해야 했고 국비 지원은 거의 이뤄지지 않았다. 이렇게 국철이 극심한 재정난에 시달리게 되자 정부는 매년 6000억 엔 이상의 보조금을 국철에 투입하는 등 상황 개선을 위해 노력했지만, 1970년대 《전국 신칸센 철도 정비법》의 제정으로 막대한 예산이 소요되는 여러 신칸센 노선의 건설이 추진되어 건설비는 그대로 국철의 채무로 쌓여 갔다.
1980년대 초반에는 이전까지 물가 상승 속도와 비교해 운임 인상이 거의 이뤄지지 않았던 부분을 만회하기 위해 운임을 기존 대비 50% 인상한 뒤 이후에도 매년 운임을 인상했지만, 급격한 운임의 인상으로 수도권 근교 노선과 신칸센 등을 중심으로 이용자가 급감하는 결과를 초래하여 수지 개선으로 이어지지 못했다. 정부는 이전과 마찬가지로 보조금을 투입하여 상황을 만회해보려 했지만, 이미 상황은 보조금 투입 정도의 대책만으로는 개선되지 않을 정도로 악화되어 있었다.
이에 정부는 "최후의 자주 재건 플랜"이라고 불린 "일본국유철도 경영 재건 촉진 특별조치법", 이른바 국철재건법을 제정하여 국철 직원 수 감축, 지방 저수요 노선의 신규 건설 동결, 평시 수송량에 따른 노선의 구분(간선·지방교통선·특정지방교통선), 저수요 노선의 일부 폐지 및 버스 노선으로의 전환, 지방교통선 할증 운임 도입 등의 대책을 추진했다.
한편 1981년 스즈키 젠코 내각은 자문 기관으로 "제2차 임시행정조사회"를 설치하여 국철 개혁 등 정부의 재정 재건을 위한 심의를 하게 했다. 또한 1982년 자민당은 당내에 "국철재건소위원회"를 만들어 국철 개혁을 논의하였다.
제2차 임시행정조사회에서는 "국철을 해체해야 한다" 등의 의견이 나오며 민영화 추진 등 국철 개혁을 위한 여러 방안이 제시됐다. 그 결과 1982년 7월 "국철을 5년 이내에 분할 민영화해야 한다"는 결론이 내려져, 국철이라는 조직 자체의 소멸로 크게 방향을 틀었다. 결국 스즈키 내각은 같은 해 9월, 국철을 분할 민영화하기로 결정했다.
국철의 민영화가 결정되자 자민당 내에서는 대표적인 교통 정책통으로 알려져 있던 가토 무쓰키, 다무라 하지메 등을 중심으로 민영화 반대론이 적지 않았지만, 스즈키 젠코의 후임으로 취임한 나카소네 야스히로 총리가 국철 민영화를 적극 추진해 나가겠다고 밝히면서 민영화는 기정사실화되었다. 한편 나카소네가 총리 자리에 오르는 데 큰 영향력을 행사한 다나카 가쿠에이 전 총리는 민영화 자체에는 반대하지 않았지만, 사업 내용 및 지역을 기준으로 분할하여 민영화하는 것에는 반대 입장이었다.
정부는 1982년 11월 "국철재건감리위원회"의 설치를 결정하고 1983년 5월 관련 법안이 국회에서 제정되어 같은 해 6월 10일 공식 출범했고, 이후 일부 국철 간부를 중심으로 민영화를 위한 기초 작업에 돌입했다. 한편 국철 분할 민영화에 반대하던 국철 경영진 등은 "국체수호파"로 불리기도 했다.
그러나 나카소네 총리는 민영화 추진에 있어 큰 장벽을 만나게 되었다. 바로 분할 민영화와 비분할 민영화를 둘러싼 이해 세력들의 대립이었다. 민영화 자체는 이미 결정된 것이나 다름이 없었으나, 민영화될 철도 시장을 사업 내용과 지역을 기준으로 분할할 것인지, 아니면 기존에 국철이 담당하던 모든 사무를 하나의 민영화된 주체가 이어받을지를 놓고 갈등이 지속되었다. 사실상 나카소네 정권의 지주라고 볼 수 있었던 다나카 가쿠에이 전 총리 역시 시장 분할에는 반대 입장이었고, 이에 민영화 자체를 반대하던 국철 경영진과 노조가 방향을 틀어 비분할 민영화를 내세우며 다나카의 주장을 뒷받침했다. 1985년 1월 국철이 발표한 "경영 개혁을 위한 기본 방안"에도 비분할 민영화를 전제로 한 내용이 담겼다. 이후에도 국철 경영진은 은밀히 비분할 민영화를 주장하는 극비 자료를 만들어 국회의원과 언론 등에 배포하기도 했으며, 국철 내부에서 비분할 민영화를 주장하며 경영진과 뜻을 같이 하던 인사를 요직에 승진·임명하고, 분할 민영화를 주장하며 정부와 뜻을 같이 하던 인사는 지방으로 좌천시키는 등 국철 내부의 분할 민영화파를 억제하려고 했다.
이렇게 국철 경영진과 노조를 중심으로 정부의 분할 민영화 계획에 방해가 되는 일들이 계속 벌어지자, 나카소네 총리는 국회에 출석한 자리에서 국철을 "방만 경영 집단"으로 규정하고 "국철은 상황을 분간해야 한다"는 등 강력 조치를 암시하는 발언을 하기도 했다. 한편 분할 민영화에 반대하던 다나카 가쿠에이의 파벌에서는 다케시타 노보루의 배신으로 파벌이 급격히 흔들리는 한편 다나카가 1985년 초 뇌경색으로 쓰러져 사실상 정치 생명을 잃으면서 국철 경영진과 노조를 중심으로 한 비분할 민영화파의 세력이 급속히 약화되어 나카소네의 분할 민영화 추진에 속도가 붙게 되었다. 나카소네는 1985년 12월 개각을 단행하여 자민당 국철재건소위원회 회장이었던 미쓰즈카 히로시를 운수대신으로 입각시켰다. 한편 1986년 5월, 국철 상무이사였던 오타 도모유키는 아사히 신문에 비공식적으로 국철 개혁을 주도하던 인사들을 비난하며 비분할 민영화를 위한 사전 공작을 펼칠 것이라고 밝혔다. 그러나 이 내용이 우연히 밖으로 새어나가 나카소네에게 통보되었고, 이에 나카소네는 분노를 표시하며 그동안 미루고 있었던 국철 경영진의 교체를 실시하기로 결정하고 니스기 이와오 총재를 비롯한 국철 경영진 8명을 한꺼번에 교체하는 강수를 뒀다. 이후 1986년 6월 21일, 후임 국철 총재에 스기우라 다카야가 취임하였다. 사실상 나카소네의 압박에 따라 반강제로 교체된 것이었지만, 정부는 국철 분할 민영화를 둘러싸고 정부와 국철이 정면으로 대립하는 모양새로 비춰질 것을 우려해 표면적으로는 국철이 자발적으로 경영진을 교체한 것으로 보이게 했다. 정부와 새 경영진은 직전 국철 경영진이 지방으로 좌천시켰던 분할 민영화파를 도쿄 본사로 돌아오게 하여 이들이 국철을 이끌도록 하였다. 결국 분할 민영화파와 비분할 민영화파의 갈등은 분할 민영화파의 승리로 끝이 났다.
1980년대에 이르러 국철은 그동안 누적된 채무에 이자까지 더해져 부채가 눈덩이처럼 불어나게 되었다. 이에 1982년 8월, 운수성은 1983년도 예산 심사 과정에서 국철의 채무를 보전해주는 대가로 직원의 신규 채용을 무기한 정지할 것을 요구한 것으로 확인되었다. 이에 따라 국철은 1985년 대졸자를 제외한 채용 인원을 최소화했다. 이듬해인 1986년에는 대졸자를 포함해 모든 신규 채용을 중단했다.
거액의 누적 채무를 민영화를 통해 경영 상태가 개선될 JR 그룹 계열사의 부담으로 돌리고, 여기에 국철이 소유하고 있던 불필요한 자산들을 매각하는 작업에 일본 정부의 세금을 투입하여 지원하는 방법으로 문제를 해결하려는 것이 국철 분할 민영화의 주된 목적이었다. 1987년 해체 당시 국철의 누적 채무는 37조 엔에 달했다. 국철의 부채가 매우 많다는 것이 정부와 언론이 결탁하여 이루어진 의도적인 허위 보도라는 주장도 국철 분할 민영화에 반대한 국철 노조 등에서 제기되기도 했으나, 채무의 이자만 연 1조 엔에 달하는 등 실제로는 1980년대 버블 경제 시대의 도래와 함께 땅값이 급격히 상승하였기에 국철 소유의 국유지 등의 자산을 매각해도 도저히 적자를 청산할 수 있는 금액이 아니었다는 주장도 존재한다.

### 지역 맞춤 경영을 통한 철도의 재생
국철의 교통 수송 점유율은 1960년에는 약 50%에 달했지만, 오랜 기간에 거쳐 전국적으로 국철의 획일적인 운송 시스템이 이어지면서 각 지역의 수요 특성을 반영하지 못했고, 또한 기술 혁신의 지연, 운임 인상, 도로망 정비로 높아진 자가용 보급률, 항공 및 고속버스의 발달 등의 복합적인 요인으로 1985년에는 약 23%로 급감했다. 따라서 국철 분할 민영화를 통해 각 지역의 특성에 맞는 운송 체계를 갖추어 외면받은 철도를 재생시키는 데 그 목적이 있었다.

### 잉여 인원 정리
전후 정부 주도로 국철 신규 채용을 진행하여 인원을 대거 고용한 결과 필요 이상으로 많은 인원이 발생하여 높은 인건비가 문제가 되었고, 1980년대에 정부가 설치한 국철재건감리위원회 역시 민영화된 철도 회사의 전체 직원은 18만 3천 명 정도가 적당하다는 보고서를 발표하기도 했다. 1986년 4월 기준으로 국철 전체 직원은 약 27만 7천 명이었기 때문에 약 9만 4천 명이 "잉여 인원"이 될 것이라는 전망이 나왔다.
따라서 국철의 약 9만 4천 명의 잉여 인원 중 약 7만 명이 희망퇴직을 하게 되었다. 정부는 희망퇴직자에게 공공기관, 민간기업, 타 철도회사 등으로의 재취업을 유도해 이들의 대부분이 재취업했다. 따라서 1987년 민영화 시점에는 전체 직원 수가 약 20만 명 정도로 감소했다. 민영화가 이루어지며 남은 국철 직원은 JR 그룹 산하 계열사의 직원으로 개편되었으나, 해당 JR 계열사에서 고용 승계를 거부한 약 7천 명의 인원은 정부 산하의 일본국유철도 청산사업단으로 보내졌다. 고용 승계를 거부당한 인원은 대부분 민영화 당시에도 잉여 인원 문제가 심각했던 홋카이도여객철도(JR 홋카이도)와 큐슈여객철도(JR 큐슈)에 승계를 신청했던 직원들이었고, 이외에도 "1983년부터 1986년까지 정직 처분 2회 이상 또는 정직 6개월 이상의 처분을 한 번이라도 받은 자, 기타 채용 기준에 적합하지 않은 사유가 있는 자"로 분류된 직원들이 거부당했다.
또한 민영화 당시 공무원 직급에 상당하는 간부 채용자도 약 1600명 있었으나, 역시 JR 계열사에 고용이 승계된 것은 약 1100명 정도였다.

### 국철 노조 와해
1980년대 들어 국철 개혁을 지지하는 경영진이 국철을 이끌어 나가게 되자, 경영진은 국철 산하 각 노조와 고용안정협약을 체결하기로 하고 노사공동선언을 제안했다.
이에 1986년 1월 13일, 니스기 이와오 국철 총재실에서 경영진과 각 노조 대표가 마주앉았다. 경영진이 제시한 노사공동선언문에 국철노동조합, 전국철동력차노동조합은 거부 의사를 드러냈고, 국철동력차노동조합, 철도노동조합, 전국시설노동조합은 동의했다. 국철 측은 노사공동선언을 거부한 국철노동조합, 전국철동력차노동조합과의 고용안정협약 파기를 선언했고 실제로 발효되었다.
당시의 국철노동조합은 1985년 4월 1일 기준으로 187,592명의 조합원을 보유한 일본 최대의 노동조합이었으며, 제1야당이었던 일본사회당(현재의 사회민주당)의 주요 지지 기반이었던 일본노동조합총평의회(총평)의 기둥과도 같은 존재였다. 한편 이 국철 노조 내부에는 중핵파, 혁마르파 등으로 불리던 과격 분파가 존재했고, 이들 중 일부는 공개적으로 사회주의 혁명론을 내세우기도 했다. 그러나 국철 노조는 이러한 과격 세력을 자력으로 통제하지 못했다.
한편 국철노동조합이 고용안정협약을 파기하자 내부에서는 고용 불안을 우려한 조합원들의 탈퇴가 이어졌다. 그리고 1986년 4월 13일, 국철노동조합을 탈퇴한 조합원들을 중심으로 "진(眞)국철노동조합"이 결성되었다.
이후 국철은 제2차 노사공동선언을 제안하며 다시 한번 노조들과 교섭을 시도했다. 기존 공동선언의 내용을 기초로, 국철 민영화 이후에도 건전한 경영이 정착될 때까지 노조는 노동쟁의를 자제할 것과 노조 측에서 사측을 상대로 제기한 소송을 취하하며, 사측은 국철노동조합 및 국철동력차노동조합을 상대로 제기한 파업 손해배상 청구를 취하하기로 하는 새 공동선언을 제안했다. 이에 일본노동조합총평의회(총평)은 이 같은 내용의 새 공동선언을 수락하기로 결정했지만, 국철노동조합 산하 비주류 조합원들은 거세게 반발했다. 1986년 10월 10일, 국철노동조합은 임시 대회를 열고 제2차 노사공동선언의 발효에 따른 후속방침안을 찬성 101, 반대 183, 기권 14로 부결시켰다. 이에 공동선언 찬성파였던 야마자키 슌이치 위원장이 사임했고, 공동선언 반대파였던 비주류 조합원들을 중심으로 롯폰기 사토시를 새 위원장으로 선출했다. 이후 야마자키 전 위원장 등 기존까지 주류파였던 조합원들은 대부분 국철노동조합에서 탈퇴했다. 이렇게 국철노동조합의 주류와 비주류의 갈등 속에서 1987년 국철 민영화 당시 조합원 수는 6만 2천 명까지 줄어들었다.
정부는 국철 민영화를 통해 JR 그룹 계열사들이 기존의 국철 사무를 모두 이관받지만 원칙적으로 국철과 JR 계열사는 별개의 회사로 간주했기 때문에, JR 계열사에 국철 직원 고용 승계 의무는 없다고 밝힌 상태였다. 법률상 국철과 JR 계열사는 서로 무관한 회사이며, 기존 국철 직원의 고용을 JR 계열사가 승계하는 것은 법적으로는 국철 직원이 국철에서 퇴사한 뒤 JR 계열사에 지원하는 형태를 취했다.
지역 인재 우선 채용 방침을 내건 JR 그룹과 정부기관, 공공기관, 민간기업으로의 재취업을 거부하여 정부 산하 일본국유철도 청산사업단에 참여한 약 7000명의 국철 직원 중 국철노동조합 조합원은 70.8%에 달했다. 나머지 29.2%도 타 노조 조합원이었다. 국철청산사업단은 1998년 해체되었지만, 이후에도 정부기관이나 민간기업 등으로의 재취업을 끝까지 거부하던 인원도 1,047명이 존재했다. 역시 이들의 대부분은 국철노동조합 조합원이었다. 국철청산사업단이 해체되면서 더 이상 갈 곳이 없어진 인원들은 자신이 소속된 노조를 통해 중앙노동위원회에 구제를 신청했고, 구제 신청이 최종적으로 받아들여지자 이에 JR 그룹 계열사들이 불복하여 재차 중앙노동위원회에 이의 신청을 하였다. 중앙노동위원회는 사건을 최고재판소(대법원)에 넘겼고, 최고재판소는 "국철과 JR은 법적으로는 무관계 회사"라는 주장을 강하게 내세운 JR 계열사의 손을 들어주었다. 그러나 이후에도 옛 국철의 고용 승계 법적 책임을 둘러싼 소송은 계속되었고, 2010년이 되어서야 하토야마 유키오 내각이 합의금으로 한 세대당 2200만 엔을 지급함으로써 사태는 일단락되었다.
국철노동조합은 철도 서비스 저하를 이유로 국철 분할 민영화 반대를 주장했다. 정부는 얌체 휴가, 얌체 휴식, 얌체 초과근로수당 취득, 음주 근무의 일상화, 복장 규정 위반 등으로 대표되는 국철 직원들의 근무 태만을 비판하며 민영화를 통해 이러한 부조리를 해소할 수 있다는 주장을 내세웠다.
1970년대에 국철노동조합이 중심이 되어 일으킨 준법투쟁은 국철 서비스 저하로 연결되어 시민들의 불만을 샀으며, 이런 불만은 아게오 사건과 수도권 국철 폭동 등을 통해 표면화되었다. 또한 국철 직원의 근무 태만으로 인한 사고도 자주 일어났다. 이러한 과정을 통해 국철이 국민의 신뢰를 잃은 상황 속에서 운임요금의 인상이 계속되자 시민들은 철도 이외의 다른 교통수단으로 이동하기 시작했다. 한편 국철노동조합은 파업이나 준법투쟁과 같은 집단행동을 놓고 내부 혼란을 자주 겪었고, 이 과정에서 드러난 노조 내부 과격파들의 모습 등은 노조의 신뢰를 떨어뜨리고 계속된 파업에 대한 국민들의 지지를 얻지 못했다.
따라서 정부가 국철 노조의 와해를 도모하고, 고용 유연성을 증대하기 위해 국철 민영화를 추진하였다는 주장이 압도적 공감을 얻게 되었다. 한편으로는 정부가 민영화의 근거로 내세운 "부채 해소"는 민영화를 통해 국철 노조를 와해하기 위한 명분에 불과했다는 주장도 있다.

## 국철 분할 방법
전국적으로 일본국유철도(국철)이라는 조직으로 일원화되어 있던 철도 체제를 지역별로 분할한 것은 한 회사의 경영 규모를 줄이고 지역 맞춤형 철도 체계를 갖추게 하기 위함이 목적이었다.
분할 시 고려된 사항은 다음과 같다.
- 한 대도시에서 타 회사 관할 구역으로 직통하는 열차는 되도록 만들지 않는다.
- 특급열차와 같이 2개 이상의 간선 구간을 운행하는 열차는 가급적 같은 회사에 포함하도록 한다.
- 하나의 노선은 가급적 하나의 회사에서 관할한다.
- 3개 이상의 회사 관할 구역을 거치는 열차는 되도록 적게 한다.
- 구간 수요가 적어 통과 열차 수와 통과 여객 수가 많은 지역을 각 회사 간의 구역 경계로 한다.

한편, 분할 시 고려 대상에서 제외된 사항은 다음과 같다.
- 상하 분리 방식(정부나 지자체가 철도 시설을 소유하고, 민간 기업은 이에 대한 운영권만을 가지는 구조)의 채택
- 기존 국철에서 효율적인 철도 관리를 위해 지역별로 설치한 철도관리국의 관할을 경계로 각 회사 관할을 분할한다.
- 신칸센의 관리 및 운영을 JR이 아닌 별도의 다른 회사에 맡긴다.
- 통근 노선을 포함한 대도시 근교 노선의 관리 및 운영을 JR이 아닌 별도의 다른 회사에 맡긴다.

각 회사의 관할 경계를 획정하는 것은 전통적인 지역 구분 뿐만 아니라 예상되는 각 회사의 경영 규모, 인력 수 등을 고려하여 검토가 이루어졌다. 특히 노선이 복잡하게 얽혀 있고 운행계통 또한 다양한 혼슈에 대해서는 2분할, 3분할, 4분할, 5분할 등 여러 경우의 수가 검토 대상에 포함됐다. 다만 지나치게 많이 분할하면 관할 경계가 늘어나기 때문에 철도 시설이나 열차 등의 관할을 정하기 어려운 점, 특히 직통 여객 수가 많은 도카이도 신칸센의 경우 어떻게 분할하든 관할 경계를 지나게 되어있는데 일반 재래선에 비해 신칸센은 관할 경계를 기준으로 분할하는 것이 더 어려운 점 등이 문제로 지적되었다. 또한 서로 다른 관할 구역을 운행하는 열차가 차량기지 등의 시설을 공유할 경우에 해결 방안이 명확하지 않다는 문제도 있었기에, 최대한 분할을 적게 하여 도쿄를 거점으로 하는 혼슈 동부, 오사카를 거점으로 하는 혼슈 서부로 나누는 2분할 방안이 가장 적합하다는 결정이 내려졌다.
그런데 이렇게 분할할 경우 당시 일본 철도 운영 수익의 많은 부분을 차지하고 있던 도카이도 신칸센의 모든 구간이 혼슈 서부의 관할이 되기 때문에 상대적으로 혼슈 동부 회사의 수익이 혼슈 서부 회사를 밑돌 것이라는 주장이 제기되었고, 이에 정부는 기존 방안을 수정하여 혼슈 서부에 속하기로 결정되었던 도카이도 신칸센과 도카이 지방, 혼슈 동부에 속하기로 결정되었던 야마나시현과 나가노현의 남부 지역을 분리하여 나고야를 거점으로 하는 별도의 회사로 만드는 3분할 방안을 발표하였고, 실제로 이 방안에 따라 분할이 이루어졌다.
각 회사별 관할 구역의 경계는 경계로 정해진 역의 장내신호기 바깥으로 하였다. 이는 하나의 역은 하나의 회사가 관할해야 한다는 원칙 때문이었다. 

## 경과
좌익 진영이 단결하여 반대하였다. 1985년 11월 29일에는 좌익 정당 중핵파가 일본국철 동시다발 게릴라 사건을 일으켜 수도권 이외의 국철을 하루동안 마비시켰으나 나카소네 내각의 결의는 변하지 않았으며, 오히려 1986년의 중의원/참의원 동일 선거에서 국철 개혁 등을 주장한 자민당이 대승하는 등, 민심은 거꾸로 국철 분할 민영화를 강력히 지지하게 되었다. 공명당, 민사당은 자민당 안에 찬성했으며 사회당은 분할에 반대(민영화는 허용), 일본 공산당은 분할·민영화 그 자체에 반대했다. 1986년 7월 6일 실시된 이 선거에서 자민당이 압승하면서 사회당을 비롯한 야당이 참패, 분할 민영화의 실시가 사실상 결정되었다.

## 국철을 계승한 회사들
1987년 4월 1일, 국철 분할 민영화에 따라 일본국유철도(국철)는 철도 사업을 다음의 12개 JR 계열사에 승계했다. 철도 소유 및 운영을 담당하는 회사 중에서는 동일본여객철도, 서일본여객철도, 도카이여객철도, 큐슈여객철도가 각각 2002년, 2004년, 2006년, 2016년에 완전 민영화되었으나, 홋카이도여객철도, 시코쿠여객철도, 일본화물철도는 재정난으로 인해 민영화되지 못하고 일본 국토교통성 산하 철도건설·운수시설정비지원기구가 100%의 지분을 갖고 경영에 관여하고 있다.
철도 소유 및 운영 담당
- 홋카이도여객철도 주식회사 (JR 홋카이도)
- 동일본여객철도 주식회사 (JR 동일본, JR 히가시니혼) - 2002년 6월 완전 민영화.
- 도카이여객철도 주식회사 (JR 도카이) - 2006년 4월 완전 민영화.
- 서일본여객철도 주식회사 (JR 서일본, JR 니시니혼) - 2004년 3월 완전 민영화.
- 시코쿠여객철도 주식회사 (JR 시코쿠)
- 큐슈여객철도 주식회사 (JR 큐슈) - 2016년 10월 완전 민영화.
- 일본화물철도 주식회사 (JR 화물)

부대사업 담당
- 철도통신 주식회사 (JR 통신) - 현재는 해체, 타 통신사가 인수.
- 철도정보시스템 주식회사 (JR 시스템)
- 신칸센 철도보유기구 - 1991년 10월 해체.
- 재단법인 철도종합기술연구소 (JR 총연) - 2011년 4월 공익재단법인으로 변경.
- 일본국유철도 청산사업단 - 1998년 10월 해체.

## 민영화 후
민영화가 사실상 확정된 후에 실시된 1986년 11월 1일 열차시각표(다이어) 개정 이후, 각지의 특성에 맞춘 다이어의 설정이나 신형 차량 투입이 실시되었으며, 수요에 맞는 열차 설정이 이루어지게 되었다. 또한 국철 시대에는 매년 운임 인상을 반복했지만, 민영화 후에는 1997년의 소비세율 변경을 제외하면 단 한 번도 인상이 이루어지지 않았다. 열차 대수 증가나 새 역 설치, 역 건물 개량도 적극적으로 이루어졌다. 복선화나 전철화는 도시 근교에서 수요의 성장이 기대되는 구간을 중심으로 실시되고 있다.
시가라키 고원 철도 열차 충돌 사고나 JR 후쿠치야마 선 탈선 사고 등의 사고는 시장원리를 우선하느라 안전성을 경시했던 것이 원인이 아니냐는 주장이 있지만, 통계에 따르면 민영화 이후 철도 사고는 오히려 줄어들었으며, JR 그룹보다 사철 각사가 사고가 적은 등, 민영화와의 관련성은 없다는 반론도 있다. 그러나 후쿠치야마선 사고 당시 완전 민영화 된 JR서일본의 노무행태와 민영화로 인한 폐해가 하나둘씩 드러나 큰 충격을 주었다. 또 대도시가 적고 경영상태가 상대적으로 좋지 못한 JR홋카이도의 경우 안전수칙 위반 은폐 등이 드러나 현재 일본 정부는 JR 홋카이도에 대한 감사를 진행 중이며 이러한 가운데, 전직 사장 2명이 자살하는 일도 있었다. 또 국토교통성이 발표한 자료에서도 2004년을 기점으로 다시 철도 인명사고 건수와 사상자 수가 증가하는 경향을 보이고 있다.
일본 국토교통성은 홍보 문서에서 "국철 말기에는 정부에서 많은 보조금(1985년 기준 6000억엔)을 투입해도 1조엔이 넘는 적자를 내고 있었지만, JR 7사는 2005년도 기준 약 5000억엔의 경상흑자로 국가 및 지방자치단체에 법인세 등 약 2400억엔(2005년도)을 내게 되었다"라고 개혁의 성과를 강조하고 있다.
일본국철 분할 민영화는 이후 일본에서의 일본 도로공단, 일본 우정 민영화 등에서 모범이 되었다. 실제로 JR 동일본의 마츠다 마사타케 회장이 일본국철 분할 민영화의 성공자로서 실적이 인정되어 도로공단 민영화 추진위원에 뽑혀 있다.

## 참고 문헌
- 加藤仁『国鉄崩壊』（1986年12月 講談社 ISBN 4-06-203088-8）
- 葛西敬之『未完の「国鉄改革」 巨大組織の崩壊と再生』（2001年2月8日 東洋経済新報社 ISBN 4-492-06122-3）
- 葛西敬之『国鉄改革の真実 - 「宮廷革命」と「啓蒙運動」』（2007年7月1日 中央公論新社 ISBN 4-12-003849-1）
- 進士友貞『国鉄最後のダイヤ改正 JRスタートへのドキュメント』交通新聞社 2007年 ISBN 978-4-330-96507-9

## 같이 보기
- 민영화
- 국철 청산사업단
- JR
- 일본국유철도